# Sandra Boëlle
Sandrine Boëlle (nascida Bachy; 26 de maio de 1961) é uma política francesa dos Republicanos. Ela representa o 14º círculo eleitoral de Paris como deputada desde 2020.

## Carreira
Boëlle foi a substituta do deputado Claude Goasguen nas eleições legislativas de 2017. Quando Goasguen faleceu de ataque cardíaco após contrair COVID-19, Boëlle tomou o seu lugar na Assembleia Nacional.